# Запорожье (Бобровицкий район)
Запоро́жье (укр. Запоріжжя) — село, расположенное на территории Бобровицкого района Черниговской области (Украина).
Население составляет 114 жителей (2006 год). Плотность населения — 118,01 чел/кв.км.
Село расположено в юго-восточной части района, относится к Гавриловскому сельскому совету. Земли граничат с территориями Казацкого, Новобикивського и Петровского сельских советов. Восточная часть села граничит с Киевской областью. Расстояние до сельского совета села Гавриловки — 2,5 км, районного центра автомобильными дорогами — 54 км, до областного центра — 149 км. Село расположено в 39 км от железнодорожной станции Кобыжча на автомобильной дороге Киев-Сумы, проходящей через село.
Средняя высота населённого пункта — 130 м над уровнем моря. Село находится в зоне умеренно континентального климата.Национальный состав представлен преимущественно украинцами, конфессиональный состав — христианами.

## История
Основано в 1924 году на городище исторической версты Изгородь, одной из верств Киевской Руси X века, которая существовала для обмена экипажей лошадей княжеских гонцов. Село названо именем первого управляющего экономии Запорожец Сака Яковлевича, сына сечевого казака Якова Запорожца. Одна треть жителей села пострадала во время Голодомора 1932—1933 годов. С 1 декабря 1933 г. относилось к Ново-Басанскому району Черниговской области, а после реорганизации района вошло в административную территорию Бобровицкого района. На антифашистских фронтах Великой Отечественной войны воевало 73 жителя. Погибло 38, было отмечено орденами и медалями 66 бойцов регулярной армии. До 1996 года на территории села существовало второе отделение колхоза «Заря». Ныне создано сельскохозяйственное общество «Заря» с центральной усадьбой в селе Гавриловка. Сохранился чугунный насыпь от Запорожья до сел Гавриловки, Украинки и Нового-Быкова на котором в 30-х годах прошлого столетия ходила «Кукушка» по узкоколейной железной дороге.

## Персоналии
Запорожец, Сак Яковлевич, один из основателей села, управляющий Запорожского отделения Петровской Экономии, замученный НКВД в 1937 г.
Родился Проценко, Владимир Николаевич, в литературе Владимир Чорномор, — украинский писатель, член Национального Союза писателей Украины, заслуженный деятель искусств Украины. Живет и работает в городе Севастополе.